# Kasturba Gandhi

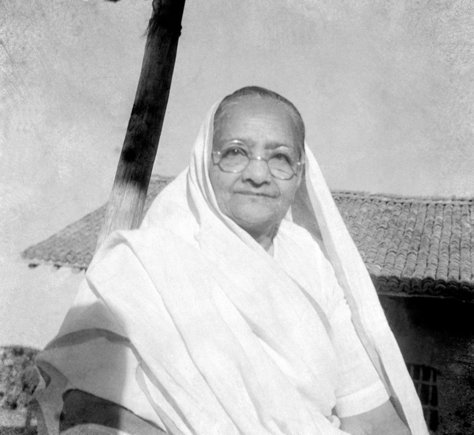
Kasturba Gandhi in den 1940er Jahren

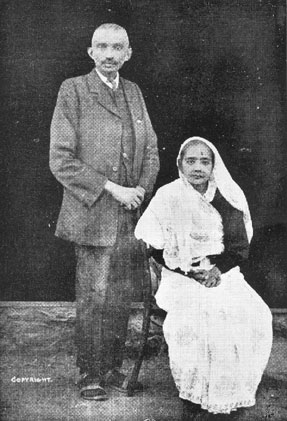
Mohandas und Kasturba Gandhi, 1914 vor der Seereise nach England

Kasturba Mohandas Gandhi (Gujarati કસ્તુરબા મોહનદાસ ગાંધી; * 11. April 1869 in Porbandar, Kathiawar Agency, Britisch-Indien; † 22. Februar 1944 in Poona, Präsidentschaft Bombay), geborene Kastur Kapadia, liebevoll genannt „Ba“ (Mutter), war die Ehefrau von Mohandas Gandhi. 

## Leben
Kasturba Kapadia wurde in Gujarat, Vaishnav geboren. Dort lebte sie einige Jahre mit ihrer Familie, die ein hohes Ansehen genoss. Im Alter von sieben Jahren wurde sie mit dem gleichaltrigen Mohandas Gandhi verlobt, der ebenfalls aus der Bania-Kaste stammte. Im Jahr 1882 wurde sie im Alter von dreizehn Jahren verheiratet.  Mit sechzehn Jahren bekamen sie ihr erstes Kind, das aber nach wenigen Tagen starb. Weitere Kinder waren Harilal (1888–1948), Manilal (1892–1956), Ramdas (1897–1969) und Devdas (1900–1957).

## Politische Laufbahn
Kasturba Gandhi stand ihrem Mann bei politischen Demonstrationen zur Seite. Sie verfügte über eine große Willensstärke und widersetzte sich des Öfteren sogar ihrem unerfahrenen befehlshaberischen Ehemann, der Gehorsam von ihr einforderte.
Im Jahre 1897 reiste sie mit ihrem Mann nach Südafrika. Von 1904 bis 1914 lebte sie in der Phoenix-Siedlung nahe Durban. Während der Protestbewegung, die sich 1913 gegen die Arbeitsbedingungen für die Inder in Südafrika richtete, wurde Kasturba verhaftet und drei Monate in einem Zwangsarbeits-Gefängnis inhaftiert. Als Gandhi im Jahre 1915 nach Indien zurückkehrte, um Indigo-Pflanzer zu unterstützen, begleitete Kasturba ihn. In Indien sprach Kasturba Gandhi auf Versammlungen stellvertretend für ihren Ehemann, wenn dieser inhaftiert war. Sie lehrte Hygiene und unterrichtete Lesen und Schreiben für Frauen und Kinder.

## Krankheit und Tod
Kasturba litt an chronischer Bronchitis. Im Januar 1944 erlitt sie zwei Herzinfarkte. Sie konnte jetzt die meiste Zeit ihr Bett nicht verlassen. Auch dort quälten sie Schmerzen und Atemnot hinderte sie oft am Schlafen. Nach langem Zögern schickte die Regierung einen Spezialisten der traditionellen indischen Medizin zu ihr, doch ihr Zustand besserte sich nur kurzzeitig. Sie starb im Beisein ihres Mannes.